# Rezolucja Rady Bezpieczeństwa ONZ nr 1685
Rezolucja Rady Bezpieczeństwa ONZ nr 1685 została uchwalona 13 czerwca 2006 podczas 5456. posiedzenia Rady.
Rezolucja przedłuża mandat Rozjemczych Sił Obserwacyjnych ONZ (UNDOF), stacjonujących na Wzgórzach Golan, do 31 grudnia 2006.